# Muradelle
Muradelle (llamada oficialmente San Paio de Muradelle) es una parroquia y una aldea española del municipio de Chantada, en la provincia de Lugo, Galicia.

## Otras denominaciones
La parroquia también es conocida por el nombre de Sampaio de Muradelle.

## Organización territorial
La parroquia está formada por cuatro entidades de población:

### Entidades de población
Entidades de población que forman parte de la parroquia:
- Barrio
- Boán
- Limiñón
- Muradelle
- Paderne
- Quintá (A Quintá)
- Uriz

### Despoblado
Despoblado que forma parte de la parroquia:
- Sampaio (San Paio)

## Demografía

### Parroquia
| Gráfica de evolución demográfica de Muradelle (parroquia) entre 2000 y 2019 |
|                                                                             |
| Datos según el nomenclátor publicado por el INE.                            |

### Aldea
| Gráfica de evolución demográfica de Muradelle (aldea) entre 2000 y 2019 |
|                                                                         |
| Datos según el nomenclátor publicado por el INE.                        |